# Arthur Gomes
Pour les articles homonymes, voir Gomes.
Pas d'image ? Cliquez ici

a Compétitions nationales et continentales officielles uniquement.

b Matchs officiels uniquement.
Arthur Gomes, est né le 5 octobre 1969 à Ribeira de Pena (Portugal). C’est un joueur de rugby à XV, qui a joué avec l'équipe de France. Il évoluait avec le Stade français CASG au poste d'arrière (1,83 m pour 93 kg).

## Carrière

### En club
- Stade domontois[1]
- Paris université club (1989-1997)
- Stade français (1997-2003)

Il a disputé la coupe d'Europe avec le Stade français CASG de 1998 à 2002, et le challenge Européen en 1997-98 et 2002-03. Au total il a joué 27 matchs en compétitions européennes. Le 19 mai 2001, il est titulaire en finale de la coupe d'Europe au parc des Princes à Paris face au Leicester Tigers mais les Anglais s'imposent 34 à 30 face aux Parisiens.

### Avec les Bleus
Il a disputé son premier test match le 13 juin 1998, contre l'équipe d'Argentine, son dernier test match fut contre l'équipe d'Irlande, le 6 février 1999.

### Avec les Barbarians
Le 6 septembre 1994, il joue de nouveau avec les Barbarians français contre les Barbarians au stade Charlety à Paris. Les Baa-Baas s'imposent 35 à 18.

## Palmarès

### En club
- 1998 :
  - Champion de France face à l'USA Perpignan
  - Finaliste de la Coupe de France face au Stade toulousain
- 1999 : vainqueur de la Coupe de France face au CS Bourgoin-Jallieu
- 2000 : Champion de France face à l'US Colomiers (2e ligne, remplace Pierre Rabadan à la 83e)
- 2001 : finaliste de la Coupe d'Europe face aux Leicester Tigers
- 2003 : Champion de France  face au Stade toulousain (remplace Thomas Lombard à la 82e).

### Avecl'équipe de France
- 6 sélections
- 1 essai (5 points).
- Sélections par année : 5 en 1998, 1 en 1999